# RRS Discovery
O RRS Discovery, construído pela Dundee Shipbuilders Company, foi o último navio de casco de madeira de três mastros a ser construído no Reino Unido. Foi desenvolvido para explorar a Antártida, tendo feito a sua primeira viagem em 1901. A primeira missão foi a Expedição Discovery, onde estavam presentes Robert Falcon Scott e Ernest Shackleton na sua primeira viagem bem sucedida à Antártida.
Encontra-se em Dundee, como navio do Museu do Barco, na Escócia.